# Coturnix coromandelica

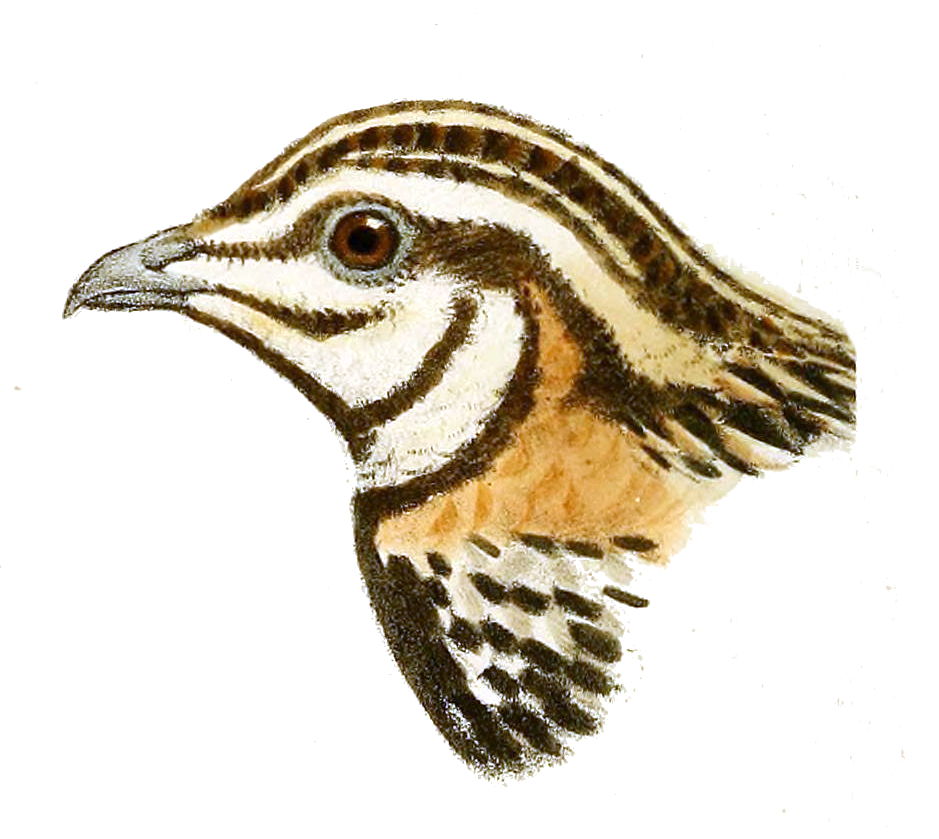
Disegno della testa.

La quaglia delle piogge o quaglia  petto nero  (Coturnix coromandelica (J. F. Gmelin, 1789)) è un uccello galliforme della famiglia dei Fasianidi.

## Descrizione

### Dimensioni
Misura 16-18 cm di lunghezza per 64-85 g di peso.

### Aspetto
Durante il periodo nuziale il becco è nerastro. Negli altri momenti dell'anno è bruno fuligginoso con la base più chiara. L'iride è marrone. Le zampe variano dal color carne al grigio rosato, ma sono più rosa durante la riproduzione. I sessi sono dimorfici. Nel maschio adulto le piume della fronte e del vertice sono nerastre con dei punti camoscio chiaro. Il vertice è perfettamente diviso in due da una lunga e sottile striscia camoscio. È delimitato su entrambi i lati da un lungo sopracciglio biancastro che scende su ciascun lato del collo. Una larga banda brunastra parte dalla regione lorale, corre al disotto dell'occhio e giunge fino al livello della spalla. Una sottile striscia bianca attraversa le guance, arriva fino al centro della gola e si ripiega per risalire fino alle copritrici auricolari. La parte bassa della regione auricolare, i lati della gola e il collo sono bianchi; sono separati dal petto da una sottile linea nera che corre loro sotto. I lati del collo e il petto sono cannella rosato. I fianchi sono cannella con strisce nerastre molto nitide e strie bianche meno evidenti. Il centro del petto e la parte alta del ventre sono neri, mentre i fianchi sono punteggiati da lunghe strisce nerastre discontinue. La quantità di nero sulle parti inferiori è molto variabile: gli uccelli che ne sono meno contrassegnati sono appena macchiati al centro del petto. La parte bassa del ventre è biancastra. Le parti superiori sono bruno-cannella scuro, con intense macchie nerastre, barre camoscio e strie camoscio bordate di nero. Le ali sono di un marrone opaco, ma ricoperte di sottili strie e di deboli barre camoscio. Le primarie e le secondarie sono di colore brunastro uniforme. La coda marrone è debolmente barrata di camoscio.
La femmina adulta non ha la gola nera e i motivi della faccia sono meno complessi che nel maschio. La faccia e le parti inferiori sono di un color terra più chiaro. Essa somiglia molto alla femmina della quaglia comune e della quaglia del Giappone, ma il suo petto è spesso grigio con macchie irregolari nere striate di bianco.
I giovani assomigliano alle loro madri, ma hanno i lati della testa e i fianchi colorati in maniera più uniforme, vale a dire senza macchie e striature.

### Voce
Il richiamo di riconoscimento del maschio è molto caratteristico. È una frase composta da doppie note musicali e molto acute, ripetute da 3 a 6 volte: whit-whit, whit-whit, whit-whit, whit-whit. Quando è costretto a fuggire a causa di un pericolo, la quaglia delle piogge produce un fischio stridulo molto simile a quello della quaglia comune.

## Biologia

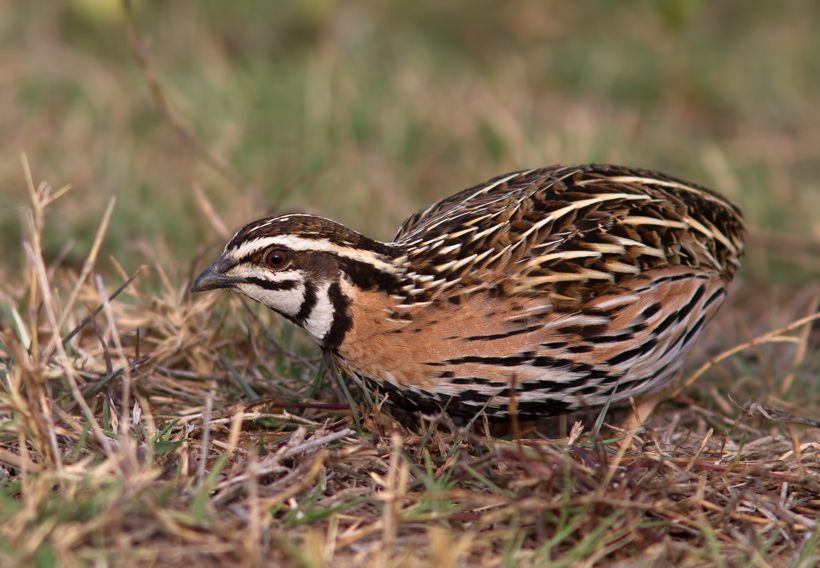
Maschio.

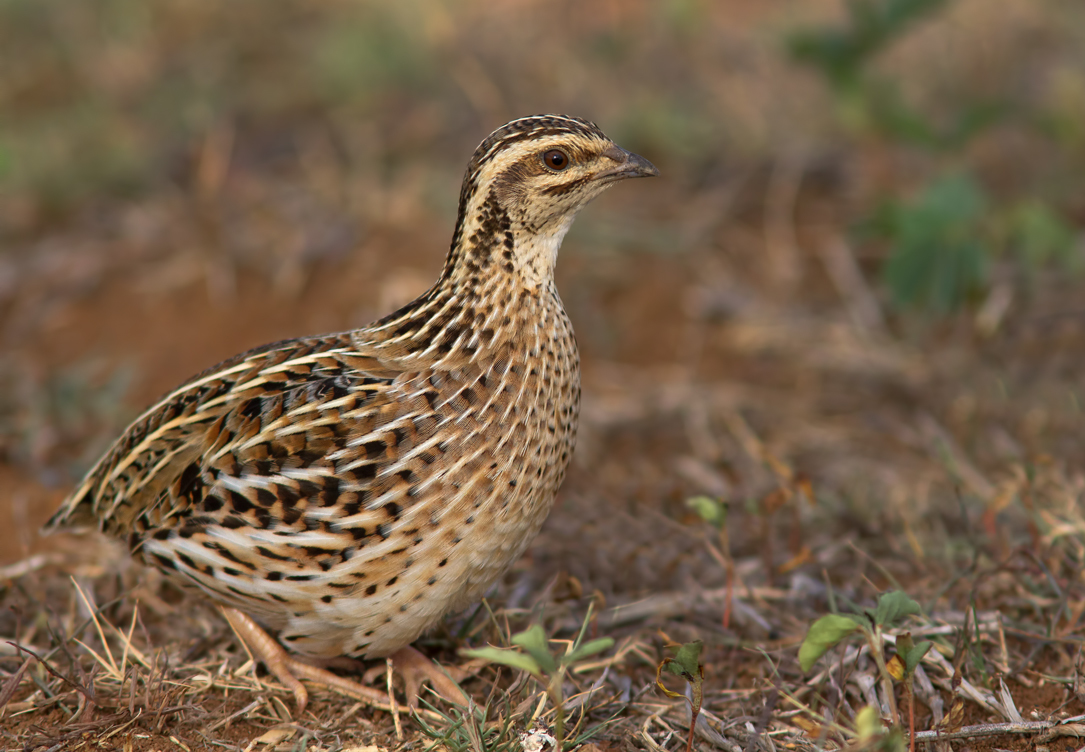
Femmina.

La quaglia delle piogge possiede abitudini che ricordano molto quelle della quaglia comune. Tuttavia, sembra che si nutra quasi esclusivamente di semi e di miglio, il che ne fa una specie meno generalista della sua parente prossima. Come la quaglia del Giappone e la quaglia comune, questa specie è soggetta a numerosi spostamenti.

### Alimentazione
Le quaglie delle piogge sono quasi esclusivamente vegetariane. Si nutrono di semi di piante sia selvatiche che coltivate. Diversamente da altre specie di quaglie del genere Coturnix, catturano un minor numero di piccoli invertebrati.

### Riproduzione
Le quaglie delle piogge sono considerate uccelli monogami. Nidificano in una piccola depressione creata grattando sul terreno e riempita con erbe secche. Il nido viene costruito dalla femmina tra l'erba alta o in un campo coltivato, possibilmente in una zona coperta da boscaglia. La covata comprende da 4 a 6 uova, ma possono essere deposte fino a 18 uova. In questo caso, si tratta senza dubbio delle covate di più femmine che sono state deposte nella stessa struttura. Le uova sono biancastre o camoscio chiaro, con chiazze o macchie bruno-cioccolato più o meno numerose. Esse sono molto simili a quelle della quaglia comune, ma hanno dimensioni leggermente inferiori. La femmina cova da sola per 18 o 19 giorni. Di solito depone una sola covata all'anno. La stagione della nidificazione dura da marzo ad ottobre (a volte fino a dicembre). La sua durata dipende in larga misura dall'intensità e dalla qualità delle precipitazioni. A quanto pare, il maschio partecipa all'alimentazione e all'educazione dei pulcini.

## Distribuzione e habitat
Le quaglie delle piogge frequentano le praterie aperte e i campi coltivati, nonché le risaie asciutte e le distese di stoppie, soprattutto quando ad esse si alternano le boscaglie della giungla. Si trovano inoltre nelle piantagioni di tè nei giardini urbani. Questi uccelli vivono fino a 2500 metri di altitudine nelle stazioni di montagna. Nidificano fino ad altezze prossime ai 1800 metri.
Le quaglie delle piogge sono originarie del subcontinente indiano e di alcune parti del Sud-est asiatico. In India sono particolarmente diffuse nelle regioni meridionali e orientali. Tuttavia, all'avvento delle precipitazioni monsoniche, cercano di dirigersi verso terre più aride e raggiungono regolarmente le pianure e le colline del Pakistan orientale e, nel nord-est, l'Assam, il Manipur e la Birmania. Questi uccelli sono presenti, seppur in numero limitato, nel nord e nel centro della Thailandia, in Cambogia e in Vietnam. Durante il periodo invernale visitano lo Sri Lanka e si aggirano lungo il confine con il Nepal e il Bangladesh. Pur occupando un vasto territorio, la specie è considerata monotipica, cioè non è divisa in sottospecie.

## Conservazione
La quaglia delle piogge è localmente comune nelle regioni centro-orientali dell'India. Altrove il numero di esemplari è scarso o imprevedibile. La recente scoperta della sua presenza in Vietnam e il fatto che in Thailandia si sia dimostrata più comune di quanto in passato si riteneva aprono nuove prospettive e dimostrano che la valutazione della popolazione è abbastanza ampiamente sottostimata. Secondo BirdLife la popolazione globale non è mai stata quantificata, ma nonostante questo viene classificata come «specie a rischio minimo» (Least Concern).